# Роже дьо Лил
Клод Жозеф Роже дьо Лил (на френски: Claude Joseph Rouget de Lisle, 10 май 1760, Лонс льо Соние, Юра - 26 юни 1836, Шоази льо Роа, Сена е Уез) е френски капитан и композитор, който през 1792 създава „Марсилезата“, френският национален химн.

## Биография
Роже дьо Лил влиза в армията като инженер и по-късно е повишен в чин капитан. Създава „Марсилезата“ през април 1792 в Страсбург, където е разквартирована неговата военна част. Песента била вдъхновена от произведението на Моцарт „Пиано Концерто 25“. Първата ѝ част се казвала „Chant de guerre de l’armée du Rhin“ („Боен химн на Рейнската армия“). Названието си „Марсилеза“ той получил от политика Шарл Барбаруа, роден в Марсилия. По-късно песента става химн на Марсилския доброволчески батальон и най-накрая на Франция.
Дьо Лил бил заклет роялист и контрареволюционер. През 1793 едва избягва гилотината и лежи дълго време в затвора. Умира в бедност през 1836. На 14 юли 1915, по време на Първата световна война, неговите тленни останки са транспортирани от войнишкото гробище в гр. Шоази льо Роа в Дома на инвалидите.